# Asil

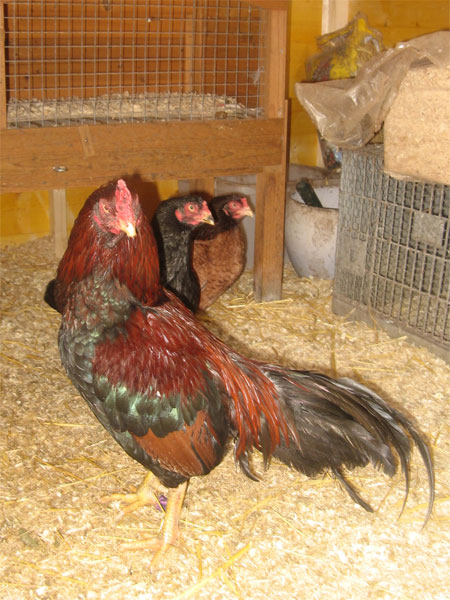

Az asil egy indiai viador tyúkfajta.

## Fajtatörténet
Indiában minden viador fajtát asil-nak neveznek. Az asil az egyik legrégebbi fajta és dísz- illetve kakasviadalokra tenyésztették ki. Világszerte elterjedt tyúkfajta. Tojáshozama igen rossz. Növendék csibék viszont elképesztő tömeggyarapodást mutatnak. Nem csak viadalok miatt tartják, de érdekes megjelenése miatt dísztyúkként is tenyésztik.  

## Fajtabélyegek, színváltozatok
Háta rövid, széles, erősen lejtő. Farktollai esőek, rövid, keskeny farktollakkal. Melltájék széles, izmos. Szárnyak előrenézőek, párhuzamosak a hátvonallal. Feje erős, rövid, kicsi, széles homlokkal. Arca piros, szemek nagyok és lehetőség szerint fehérek. Csőr ragadozó madárszerű, rövid, erős, enyhén görbült, sárga. Taraj fejletlen, rövid borsótaraj. Füllebenyek jelentéktelenek, pirosak. Nyaka enyhén hajlított, nem túl hosszú. Széles terpeszben áll, combok rövidek, nagyon izmosak. Csüd rövid, erős csontozatú, sárga. Tollazata nem sűrű, erős és testhez simuló.    
Színváltozatok: Vöröstarka, vadas, fácánbarna, búzaszínű, feketetarka, fehér, kéktarka, kék, kék-ezüst. 

## Tulajdonságok
Az asil az egyik legelterjedtebb viadorfajta és legrégebbi fajta a házityúkok történetében. A viadorok egy nagyon különleges tyúkfajta csoport. Kakasaik szembeszállnak és igyekeznek védelmezni csapatukat ragadozó madarakkal, varjúfélékkel szemben. Növendék csibék elképesztő tömeggyarapodást mutatnak, de tojáshozamuk igen rossz. 
Az asil tyúkokat ajánlott csak 1.1 vagy 1.2 arányban tartani, vagyis egy kakas és legfeljebb 1-2 tojóval, mivel a tojók is össze tudnak verekedni fokozott agresszivitásuk miatt.    
| Általános tulajdonságok: | Általános tulajdonságok:          |
| ------------------------ | --------------------------------- |
| Súlya                    | kakas 2 – 2,5 kg, tojó 1,5 - 2 kg |
| Gyűrűmérete              | kakas 20, tojó 18                 |
| Tenyésztojás tömege      | 40 g                              |
| Tojáshéj színe           | krémszínű, barnás                 |
| Éves tojáshozama         | 60-70 db                          |